# 1668 w sztukach plastycznych

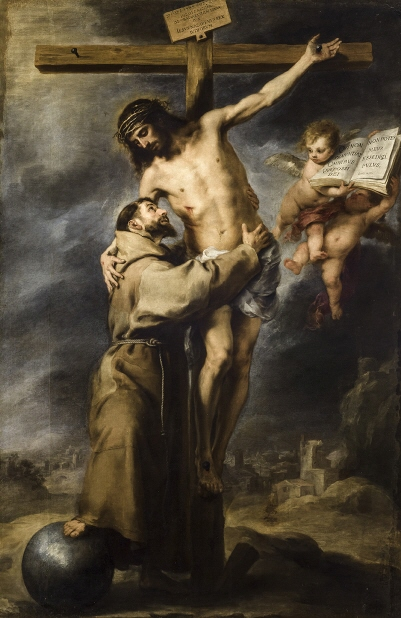
Murillo Święty Franciszek obejmujący Chrystusa na Krzyżu

Wydarzenia w sztukach plastycznych i wizualnych w 1668 roku.

## Malarstwo
- Bartolomé Esteban Murillo

Św. Tomasz z Vilanueva dający jałmużnę (ok. 1668) – olej na płótnie, 283×188 cm
Święty Franciszek obejmujący Chrystusa na Krzyżu (ok. 1668) – olej na płótnie, 277×181 cm